# Aéroport de Petrozavodsk
Pour les articles homonymes, voir PES.
L'aéroport de Petrozavodsk code IATA : PES • code OACI : ULPB • Code aéronautique de l'espace russophone : russe : ПТБ (en russe : Аэропорт Петрозаводск ; en carélien : Petroskoin lendoažemu) est l'unique aéroport de Petrozavodsk en République de Carélie en Russie et est situé à 12km au nord-ouest de la ville, près du village de Besovets. Il voit passer conjointement des avions de l'armée de l'air russe et civils. Il a accueilli 75 000 passagers en 2019, soit une hausse de 50% par rapport à 2018, ce qui en fait le principal aéroport de la République de Carélie. 

## Histoire

### La base aérienne de Besovets
Besovets est une base aérienne russe conçue, au départ, pour accueillir des avions militaires et gouvernementaux. Les utilisateurs de la base ont été pendant près de 20 ans (de 1951 à 1970) régiments de la 26e division de l'aviation de chasse du 22e district militaire Nord de l'armée de l'air soviétique.
Aujourd'hui, l'aéroport abrite encore quelques Su-35.

### Histoire de l'aéroport
L'aérodrome militaire de Besovets en Carélie a été créé sur la base de la maison de repos de Matkachi dans la région du village de Besovets . En août 1939, un régiment de chasseurs débarque sur l'aérodrome. 
Pendant l'occupation (1941-1944), l'aérodrome a été utilisé par l'armée de l'air finlandaise.
La construction du nouvel aérodrome a commencé le 1er septembre 1950. Initialement, l'aérodrome était exploité par le ministère de la Défense de l'URSS.
En 1964, l'aérodrome a été transformé en aéroport Petrozavodsk-2. Des bâtiments de service ont été construits à l'aéroport et des vols civils ont été organisés par l'escadron aérien de Petrozavodsk. 
En 1990, des vols internationaux ont été ouverts depuis l'aéroport. 
En 1994, dans le cadre de la réorganisation de l'entreprise aéronautique de Petrozavodsk, l'aéroport a été transformé en entreprise aéronautique d'État (GAP) « aéroport de Besovets ». 
En 1995, il a obtenu le statut d'aérodrome co-basé pour le ministère russe de la Défense et le ministère russe des transports. 
En 2001, un contrôle externe a été introduit dans l'entreprise. En 2003, l'aéroport a été mis en faillite. La propriété de l'entreprise est achetée par ZAO Kalevala Group. Le nouveau propriétaire crée la société par actions fermée de l'aéroport de Petrozavodsk.
Le 8 juin 2004, un nouveau terminal d'aéroport a été mis en service. Le coût total de l'installation était de 19 millions de roubles. La plupart des fonds nécessaires à la construction ont été inclus dans le programme d'investissement du budget républicain. 
Le 27 novembre 2008, le Service fédéral de surveillance dans le domaine des transports (Rostransnadzor) a interdit l'acceptation et l'envoi d'aéronefs à l'aéroport de Petrozavodsk. L'entreprise était au bord de la faillite 
Le 19 février 2009, l'Assemblée législative de la République de Carélie a approuvé la proposition du chef de la République Sergueï Katanandov d'allouer environ 47 millions de roubles du budget régional pour l'acquisition de l'aéroport dans la propriété de l'État. 
Le 24 avril 2009, l'institution autonome de la République de Carélie « Аэропорт Петрозаводск » a été créée.
Le 1er décembre 2009, la modernisation de l'équipement d'éclairage de l'aéroport a été achevée, après quoi l'aéroport a pu travailler de nuit. 
En juillet 2011, le chef de Karelia Andrei Nelidov et le ministre de la Défense de la Russie Anatoly Serdyukov ont décidé que l'armée céderait une partie des terres de l'aéroport de Besovets à la propriété républicaine. Cela est nécessaire pour que la république dispose d'une base légale pour investir dans l'expansion et la modernisation de l'aéroport près du village de Besovets. 
Le 30 mai 2015, le certificat de sécurité aérienne a expiré à l'aéroport de Petrozavodsk et les vols à destination de Moscou ont été annulés à partir de ce jour.
Depuis 2015, l'institution budgétaire de la République de Carélie Аэропорт Петрозаводск est également une compagnie aérienne - elle a un certificat d'opérateur pour le transport aérien commercial 3 Mi-8T.
Depuis janvier 2016, les vols réguliers de passagers au départ de l'aéroport ont repris.
Depuis le 17 décembre 2018, Pobeda a commencé à exploiter des vols de l'aéroport de Petrozavodsk à l'aéroport de Vnukovo à Moscou sur des Boeing 737-800 d'une capacité de 189 passagers.
Depuis avril 2019, Severstal a commencé à exploiter des vols reliant trois régions voisines - la région d'Arkhangelsk, la République de Carélie et la région de Vologda, en organisant des vols directs depuis l'aéroport de Petrozavodsk vers les villes de Tcherepovets et Arkhangelsk.
À l'été 2019, des vols directs depuis l'aéroport Petrozavodsk ont été organisés avec les villes du territoire de Krasnodar - Sotchi et Anapa, ainsi qu'avec la péninsule de Crimée - la ville de Simferopol. Le type d'avion dans ces directions est le Soukhoï SuperJet 100.

## Compagnies et destinations
| Compagnies            | Destinations                                                                      |
| --------------------- | --------------------------------------------------------------------------------- |
| Pobeda                | Moscou-Vnoukovo                                                                   |
| RusLine               | Kaliningrad-Khrabrovo                                                             |
| Severstal Air Company | Anapa, Arkhangelsk-Talagi, Tcherepovets (en), Sotchi-Adler En saison : Simféropol |

Édité le 12/03/2022

## Accidents et incidents
Article détaillé : en français : Vol RusAir 9605 ; en anglais RusAir Flight 9605 
Le 20 juin 2011, un Tupolev Tu-134 de RusAir opérant le vol RusAir 9605 pour RusLine, avec 43 passagers et neuf membres d'équipage s'est écrasé, s'est brisé et a pris feu sur une autoroute à proximité de la piste 01 de l'aéroport de Petrozavodsk lors de son approche finale, tuant 47 personnes et laissant cinq survivants.